# Internationale Filmfestspiele von Cannes 1953
Die 6. Internationalen Filmfestspiele von Cannes 1953 fanden vom 15. April bis zum 29. April 1953 statt.

## Wettbewerb
Folgende Filme waren in diesem Jahr im Wettbewerb zu sehen:
| Filmtitel                         | Regisseur               | Produktionsland         | Darsteller (Auswahl)                          |
| 1. April 2000                     | Wolfgang Liebeneiner    | Österreich              | Hilde Krahl, Josef Meinrad, Waltraud Haas     |
| Awaara                            | Raj Kapoor              | Indien                  | Raj Kapoor, Nargis, Prithviraj Kapoor         |
| Barabbas – Der Mann im Dunkel     | Alf Sjöberg             | Schweden                | Ulf Palme, Stig Olin                          |
| Begierde und Leidenschaft         | Emilio Fernández        | Mexiko                  |                                               |
| Bongolo                           | André Chauvin           | Frankreich              |                                               |
| O Cangaceiro – Die Gesetzlosen    | Lima Barreto            | Italien, Brasilien      |                                               |
| Daibutsu kaigen                   | Teinosuke Kinugasa      | Japan                   |                                               |
| Doña Francisquita                 | Ladislao Vajda          | Spanien                 |                                               |
| Duende y misterio del flamenco    | Edgar Neville           | Spanien                 |                                               |
| Er                                | Luis Buñuel             | Mexiko                  |                                               |
| Es geschah aus heißer Jugendliebe | Arne Mattsson           | Schweden                |                                               |
| Die Ferien des Monsieur Hulot     | Jacques Tati            | Frankreich              | Jacques Tati                                  |
| Gefährliche Schönheit             | Mario Soldati           | Italien                 | Gina Lollobrigida                             |
| Gendai-jin                        | Minoru Shibuya          | Japan                   |                                               |
| Hélène Boucher – Ein Fliegerleben | Jean Dréville           | Frankreich              | Giselle Pascal                                |
| Das Herz aller Dinge              | George More O’Ferrall   | Großbritannien          | Trevor Howard, Maria Schell                   |
| Ich beichte                       | Alfred Hitchcock        | USA                     | Montgomery Clift, Anne Baxter, Karl Malden    |
| Intimate Relations                | Charles Frank           | Großbritannien          |                                               |
| Kehr zurück, kleine Sheba         | Daniel Mann             | USA                     | Burt Lancaster, Shirley Booth                 |
| Die Kinder von Hiroshima          | Kaneto Shindō           | Japan                   |                                               |
| Lili                              | Charles Walters         | USA                     | Leslie Caron, Mel Ferrer                      |
| Lohn der Angst*                   | Henri-Georges Clouzot   | Frankreich              | Yves Montand, Charles Vanel                   |
| Luz en el páramo                  | Víctor Urruchúa         | Venezuela               |                                               |
| Madame macht Geschichten          | Walter Lang             | USA                     | Ethel Merman, Donald O’Connor, George Sanders |
| Magia verde                       | Gian Caspare Napolitano | Italien                 |                                               |
| Peter Pan                         | Walt Disney             | USA                     | Zeichentrickfilm                              |
| Rom, Station Termini              | Vittorio De Sica        | Italien, USA            | Jennifer Jones, Montgomery Clift, Gino Cervi  |
| Sala de guardia                   | Tulio Demicheli         | Argentinien             |                                               |
| Sie fanden eine Heimat            | Leopold Lindtberg       | Schweiz, Großbritannien | John Justin, Eva Dahlbeck, Sigfrit Steiner    |
| Sturm                             | Vladimir Pogacic        | Jugoslawien             |                                               |
| Las tres perfectas casadas        | Roberto Gavaldón        | Mexiko                  |                                               |
| La vie passionnée de Clémenceau   | Gilbert Prouteau        | Frankreich              |                                               |
| Das weiße Rentier                 | Erik Blomberg           | Finnland                |                                               |
| Wem die Sonne lacht               | John Ford               | USA                     | Charles Winninger                             |
| Willkommen, Mr. Marshall          | Luis García Berlanga    | Spanien                 | Fernando Rey, José Isbert                     |

* = Grand Prix

## Preisträger
- Grand Prix: Lohn der Angst
- Bester Abenteuerfilm: O Cangaceiro – Die Gesetzlosen
- Beste Komödie: Willkommen, Mr. Marshall
- Bester Unterhaltungsfilm: Lili
- Beste Filmdrama: Kehr zurück, kleine Sheba
- Bester Märchenfilm: Das weiße Rentier
- Bester Dokumentarfilm: Das grüne Geheimnis von Gian Gaspare Napolitano

## Lobende Erwähnungen
- Juan Antonio Bardem für das Drehbuch zu Willkommen, Mr. Marshall
- Gabriel Migliori für die Musik zu O Cangaceiro – Die Gesetzlosen
- Shirley Booth für ihr Schauspiel in Kehr zurück, kleine Sheba
- Lili für das Schauspielensemble
- Das grüne Geheimnis für die Nutzung der Farbe
- Charles Vanel für seine darstellerische Leistung in Lohn der Angst